# Tan Taigi
Tan Taigi (japanisch 炭 太祇, auch Sumi Taigi gelesen; geboren 1709 in Edo (Provinz Musashi); gestorben 17. September 1771) war ein japanischer Haiku-Poet.

## Leben und Wirken
Tan Taigi studierte Poetik zuerst unter Kumozu Suikoku (雲津 水国), danach unter dem Haiku-Poet Kei Kiitsu (慶 紀逸; 1695–1762). Um 1750 wurde er in Edo Preisrichter. 1751 durchstreifte er den Norden Japans (奥羽, Ōu) und ging im Herbst nach Kyōto. Im Februar des folgenden Jahres zog er nach Kyūshū, kehrte im Mai nach Kyōto zurück, wo er sich dann niederließ. Er wurde Anhänger einer buddhistischen Sekte, und im Herbst 1753 trat er in die Klause „Shinjuan“ (真珠庵) des Daitoku-ji und nannte sich Dōgen (道源). Bald darauf verließ er die Klause und ließ sich auf Einladung von Donshi (呑獅), des Besitzers von Girōkikyōya (妓楼桔梗屋), in Shimabara in der Klause „Fuyoan“ (不夜庵) nieder, wo er im Vergnügungsviertel  auf  Kurtisanen und die reichen Kaufleute traf, die sie unterhielten, denen er die Haiku-Kunst näher brachte. Dort traf er auch  Yosa Buson, mit dem er sich anfreundete, und der ihn zu seinen besten Haiku anregte.
1756 kehrte Tan nach Edo zurück, wo er alte Freundschaften mit Moroki Hira (師紀逸) und anderen erneuerte. Aber seine Aktivitäten stagnierten danach. Im Sommer 1766 gründete  Yosa Buson, der den Pavillon „Yahan-tei“ (夜半亭) seines verstorbenen Lehrers Hayano Hajin (早野 巴人; 1676–1742) geerbt hatte, die Haikai-Vereinigung „Sankasha“ (三菓社) und begann, sich für die Anerkennung die Innovation des Haiku-Stils einzusetzen, der sich unter dem Einfluss Matsuo Bashō entwickelt hatte. Auch Tan schloss sich der Erneuerung des Haiku-Stils an und hinterließ in den nächsten sechs Jahren bis zu seinem Tod Werke, die seinen Namen unsterblich machten.
Zu seinen Sammlungen nachgelassener Gedichte gehört „Taigi Kusen“ (太祇句選) 1772, die sich durch Stilvielfalt und präzise Ausdruckstechnik auszeichnet. Er war in seinen Haiku spezialisiert auf Redewendungen für menschliche Angelegenheiten wie „Während das Dienstpersonal schläft, an der Seite eines Elternteils“, aber er zeichnet sich auch durch erzählerische Redewendungen wie „Auf dem Weg voraus die Türme der Hauptstadt und der Herbsthimmel“ aus. 
Tan starb, bevor die Wiederbelebung der Haiku-Dichtung ihren neuen Höhepunkt erreichte, wird aber als einer der großen Meister seiner Zeit neben Buson bezeichnet.